# Comuna Mileștii Mici, Ialoveni
Comuna Mileștii Mici este o comună din raionul Ialoveni, Republica Moldova. Este formată din satele Mileștii Mici (sat-reședință) și Piatra Albă.

## Demografie
Conform datelor recensământului din 2014, comuna are o populație de 4.969 de locuitori. La recensământul din 2004 erau 4.397 de locuitori.

## Administrație și politică
Componența Consiliului local Mileștii Mici (13 consilieri), ales la 5 noiembrie 2023, este următoarea:
|  | Partid                            | Consilieri | Componență | Componență | Componență | Componență | Componență | Componență | Componență | Componență |
|  | --------------------------------- | ---------- | ---------- | ---------- | ---------- | ---------- | ---------- | ---------- | ---------- | ---------- |
|  | Platforma Demnitate și Adevăr     | 8          |            |            |            |            |            |            |            |            |
|  | Partidul Acțiune și Solidaritate  | 3          |            |            |            |            |            |            |            |            |
|  | Partidul Schimbării               | 1          |            |            |            |            |            |            |            |            |
|  | Partidul Social Democrat European | 1          |            |            |            |            |            |            |            |            |